# Mnesicles truncatus
Mnesicles truncatus är en insektsart som beskrevs av Marius Descamps 1974. Mnesicles truncatus ingår i släktet Mnesicles och familjen Chorotypidae. Inga underarter finns listade i Catalogue of Life.